# Liz Green
ne pas confondre avec l'astrologue Liz Greene
Liz Green est une chanteuse de folk anglaise, née à Manchester. Son premier album O, Devotion! (Pias) est sorti en 2011,,. Son second album, Haul Away, paraît en 2014 (Pias). Plus tard dans l'année, elle a participé à une session radio dans l'émission du soir de Marc Riley sur BBC 6 Music, avec une reprise de « Five Years » de David Bowie. A part un EP auto-distribué en 2017, Crow Cries, Green n'a pas sorti de musique depuis.